# Alexandru Ghica
Alexandru Ghica, né le 22 juin 1902 à Bucarest et mort le 11 avril 1964 dans la même ville, est un mathématicien et professeur universitaire roumain, fondateur de l'école roumaine d'analyse fonctionnelle.

## Biographie
Alexandru Ghica naît dans une famille de nobles roumains, la famille Ghica et est l'arrière-arrière-petit-fils de Grigore IV Ghica, prince de Valachie. Il effectue ses études secondaires au collège national Gheorghe Lazăr à Bucarest mais les poursuit au lycée Louis-le-Grand à Paris à partir de 1917. Il s'engage ensuite dans des études à l'université de Paris et obtient son doctorat en mathématiques de la faculté des sciences de Paris en 1929 avec la thèse Sur les fonctions de carré sommable le long des contours de leurs domaines d’holomorphisme et leurs applications aux équations différentielles linéaires d’ordre infini.
Ghica retourne ensuite en Roumanie et devient professeur assistant à l'université de Bucarest en novembre 1932 dans un service présidé par Dimitrie Pompeiu. Il obtient finalement le poste de professeur titulaire en 1945.
Dès 1938, Ghica devient membre de l'Académie des sciences de Roumanie puis, dès 1955, membre correspondant de l'Académie roumaine, et finalement membre à part entière à partir du 20 mars 1963.
Il meurt en 1964 d'un cancer du poumon.